# Katedra w Halberstadt
Katedra Świętych Szczepana i Sykstusa w Halberstadt (niem. Dom St. Stephanus und St. Sixtus) – zespół katedralny położony na wzgórzu katedralnym, w historycznym centrum miasta Halberstadt wSaksonii-Anhalt.
Obecna gotycka świątynia powstała w XII-XV wieku na miejscu trzech starszych kościołów, jej architektura jest przykładem recepcji francuskiego gotyku katedralnego. Poświęcona jest Św. Szczepanowi, pierwszemu męczennikowi i Św. Sykstusowi – papieżowi. Wewnątrz kryje liczne dzieła sztuki w tym liczne gotyckie rzeźby z XII-XV wieku Najcenniejszym dziełem jest wczesnogotycka Grupa Ukrzyżowania na tęczy z XII wieku. Zachował się cenny zespół gotyckich witraży w oknach Kaplicy Mariackiej (XIV w.) oraz w prezbiterium (XV w.), liczne ołtarze, w tym główny, dzieło malarza Hansa Raphona z XV -go stulecia. Przy katedrze znajduje się skarbiec (Domschatz) z bogatym zbiorem średniowiecznej rzeźby i rzemiosła artystycznego z IX-XV wieku. Katedra wraz z zabudową dawnego monasterium kanonickiego i siedziby biskupa stanowią jeden z najważniejszych gotyckich zespołów sakralnych Niemiec.

## Historia

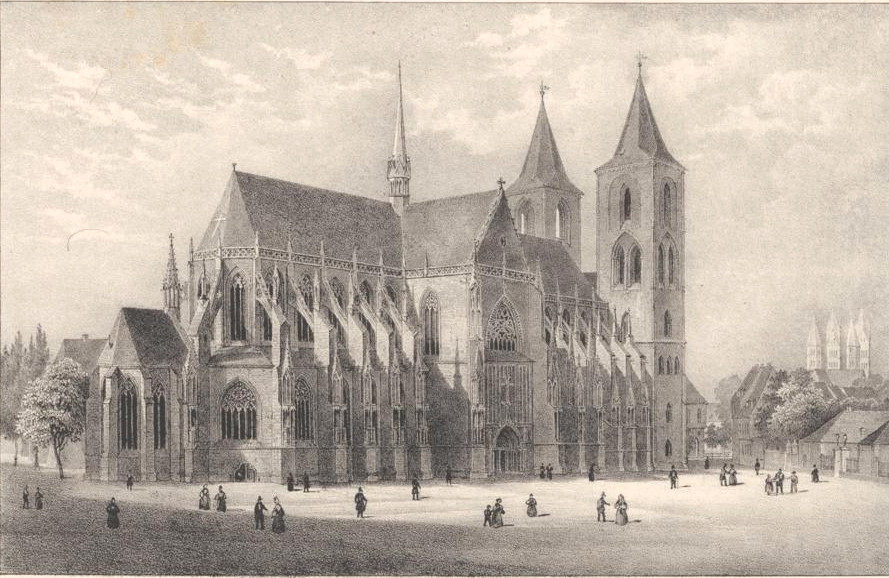
Widok katedry według Heinricha Wilhelma Teichgräbera

Obecna katedra jest czwartą na tym miejscu. Pierwszy kościół misyjny i od 827 katedralny za czasów Karola Wielkiego i pierwszego biskupa Halberstadt Hildegrima miała prawdopodobnie formę trójnawowej bazyliki, z niewielkim wydzielonym, zamkniętym prostokątnie prezbiterium, nawy boczne zamykały dwa wyższe od nich aneksy. Za czasów biskupa Thiatgrimsa powiększono i podwyższono prezbiterium, prawdopodobnie było flankowane od wschodu dwoma wieżami, od zachodu dodano kaplicę na planie krzyża greckiego. Za czasów Ottona I katedrę gruntownie przebudowano, była to trójnawowa bazylika z transeptem, z prezbiterium i kaplicą od wschodu – powtórzono plan kaplicy, zaś na miejscu dawnej zachodniej wzniesiono masywny westwerk. Budowę obecnej katedry, powstałej na miejscu zniszczonej przez wojska Henryka Lwa, rozpoczęto od 1236 roku, wpierw wybudowano wysmukłe prezbiterium w typie francuskiego gotyku katedralnego, które otrzymało ambit, z kaplicą Mariacką. Następnie dodano nawę główną, najmłodszą partią są nawy boczne. Rok 1491 uznaje się za datę zakończenia budowy. W XIX wieku przeszła szereg konserwacji, zaś forma obecnej fasady zachodniej ostatecznie się uformowała pod koniec XIX wieku. Pomimo zniszczeń z ostatniej wojny ocalały najcenniejsze dzieła. Odbudowa i gruntowna konserwacja ocalałych elementów przywróciły zespołowi dawną świetność.

## Zabudowania monasterium kanonickiego
Zespół katedralny składa się z katedry, oraz zabudowań monasterium kanonickiego skupionych wokół czworobocznego wirydarza otoczonego zbudowanym w 2 ćwierci XIII w krużgankiem w stylu późnego romanizmu. Od strony zachodniej dwukondygnacyjny późnoromański budynek kryjący Tzw. Stary i Nowy Kapitularz, pierwszy z nich zachował pierwotny romański charakter. Ponad nimi refektarz, od strony wschodniej budynki dormitorium, oraz probostwa, gdzie znajduje się skarbiec. Ponadto do krużganków od strony wirydarza przylega Neuenstädter Kapelle (1503) – niewielka kaplica w której znajduje się późnogotycki tryptyk ze scenami m.in. Koronacji NMP, w oknach zachowało się kilka witrażyz XV wieku. Spośród licznych zgromadzonych w krużgankach zabytków (gł. płyty nagrobne) wyróżnia się wykonana z piaskowca figura Madonny z Dzieciątkiem w typie Sedes sapientiae, zwieńczona ozdobną konsolą i baldachimem.

## Architektura katedry
Gotycka katedra, zbudowana w całości z kamienia, trójnawowa, orientowana bazylika, z nawą poprzeczną, wysokim (27 m.) prezbiterium zamkniętym trójboczną absydą. Prezbiterium obiega ambit, do którego przylega od wschodu trójbocznie zamknięta kaplica Mariacka, która jest nakryta osobnym dachem. Na zewnątrz ściany są oszkarpowane, szkarpy ambitu są pokryte bogatą dekoracją kamieniarską i zwieńczone pinaklami.
Ściany nawy głównej i prezbiterium wspierają łuki oporowe. Elewacje ścian bocznych transeptu są zwieńczone trójkątnymi szczytami, dekorowanymi ślepymi maswerkami. Światło wpada do wnętrza przez wielkie ostrołukowe okna z bogatą dekoracją maswerkową. Dekoracja figuralna skupiona jest głównie na północnym portalu: w tympanonie scena Zaśnięcia NMP, w archiwoltach przedstawienia Sybilli i Proroków, pojedyncze figury występują w różnych częściach kościoła. Fasada, wczesnogotycka, wielokrotnie przebudowywana ostatnio w. 2 poł. XIX zwieńczona dwoma wieżami w których znajduje się zespół zabytkowych dzwonów – Osanna z 1454 o wadze 5500 kg, wys. 198,5 cm., odlany przez ludwisarza Johannesa Florisa, czy dwa Henryka Campina – Św. Wawrzyniec, (1 200kg/124,5 m) i Maria Magdalena (800 kg/108,5 cm)

### Dzwony
Na wieżach katedry wisi 13 dzwonów, z których niektóre są średniowieczne. Wśród nich to
Osanna z 1454 o wadze 4820 kg, wys. 198,5 cm., odlany przez ludwisarza Johannesa Florisa, czy dwa Henryka Campina – Św. Wawrzyniec, (1 080kg/124,5 m) i Maria Magdalena (800 kg/108,5 cm).
| Nr | Nazwa                         | Data odlania | Ludwisarz                              | Średnica (mm) | Masa (kg) | Dźwięk (16tel) | Wieża      |
| 1  | Domina/Dunna (Festtagsglocke) | 1999         | Kunst- und Glockengießerei Lauchhammer | 2255          | 8320      | g0 +6          | Południowa |
| 2  | Osanna (Sonntagsglocke)       | 1454         | Johannes Floris                        | 1985          | 4820      | b0 –1          | Północna   |
| 3  | Micha (Alltagsglocke)         | 1997         | Kunst- und Glockengießerei Lauchhammer | 1523          | 2228      | d¹ –7          | Północna   |
| 4  | Laurentiusglocke              | 1514         | Hinrik van Campen                      | 1245          | 1080      | e¹ –4          | Północna   |
| 5  | Maria-Magdalena-Glocke        | 1514         | Hinrik van Campen                      | 1070          | 790       | fis¹ –9        | Północna   |
|    | Stundenschlag-Glocke          | 1908         | Bochumer Verein                        | 1254          | 850       | g¹ +9          | Południowa |
|    | Viertelschlag-Glocke          | 1908         | Bochumer Verein                        | 1015          | 460       | a¹ +7          | Południowa |

Ponadto dzwony są zawieszone powyżej chóru muzycznego na wysokości szczytu zachodniej fasady. Stanowią one cenny zespół średniowiecznych dzwonów, najstarsze z nich to Langhals odlany ok. 1200 r.
| Nr | Nazwa     | Data odlania         | Ludwisarz         | Średnica (mm) | Masa (kg) | Dźwięk (16tel) |
| 6  | Bratwurst | wczesne lata XIII w. | vom selben Gießer | 737           | 199       | c² –3          |
| 7  | Sauerkohl | wczesne lata XIII w. | vom selben Gießer | 792           | 291       | cis² –9        |
| 8  | Stimpimp  | wczesne lata XIII w. | vom selben Gießer | 696           | 229       | fis² –10       |
| 9  | Langhals  | ok. 1200             | vom selben Gießer | 646           | 228       | g² –9          |
| 10 | Lämmchen  | ok. 1200             | vom selben Gießer | 388           | 45        | ~d³            |
| 11 | Adämchen  | ok. 1300             | unbekannt         | 402           | 56        | ~dis³          |

## Wnętrze

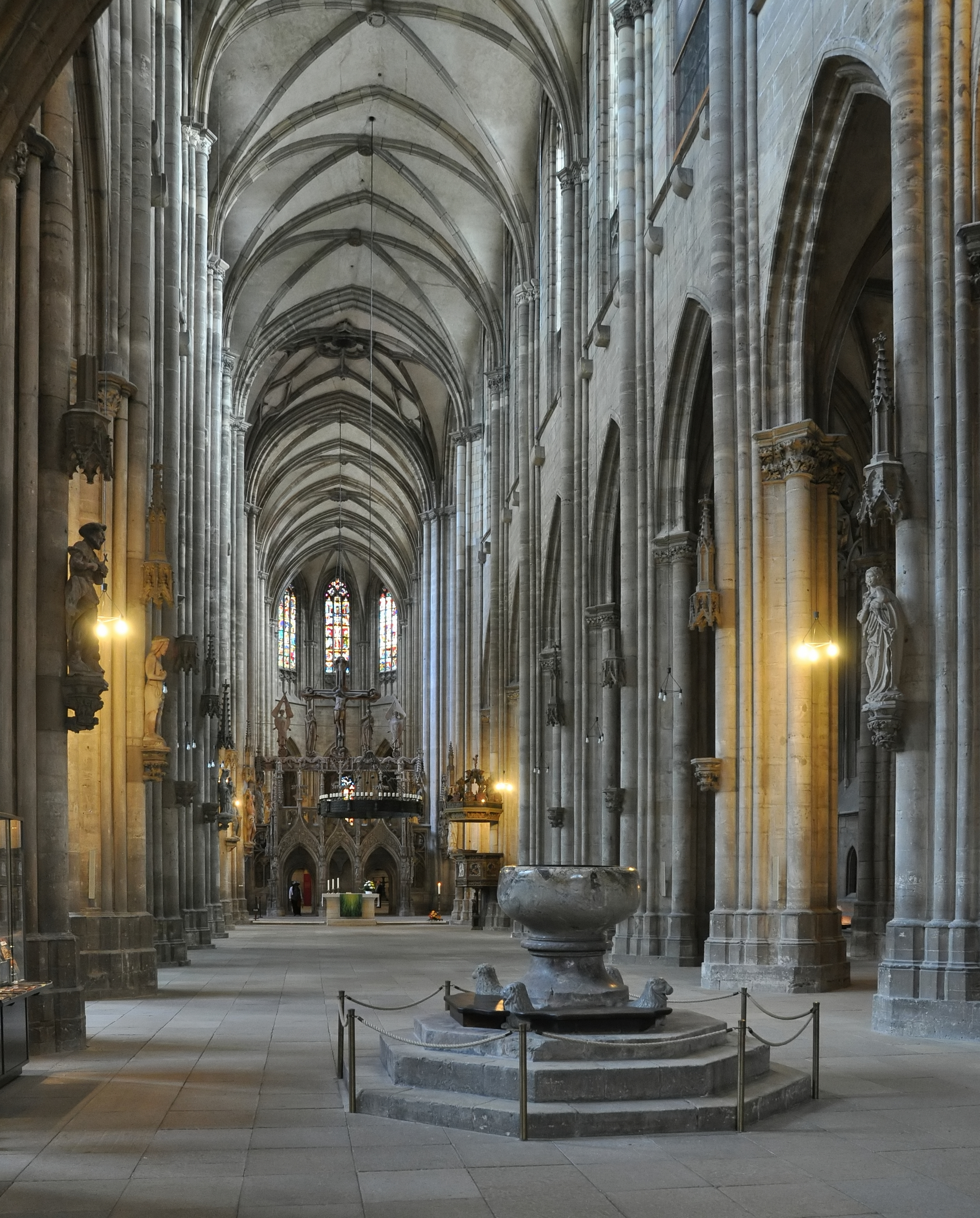
Wnętrze katedry

### Architektura
Architekturę wnętrza cechuje spójność, poszczególne partie pomimo iż zostały wzniesione w pewnym odstępstwie czasowym posiadają cechy wspólne, z czego wynika że istniała pewna określona koncepcja, którą konsekwentnie realizowano aż do zakończenia budowy.
Wnętrze jest nakryte sklepieniem krzyżowo-żebrowym (częściowo w nawach bocznych i na skrzyżowaniu naw sklepieniem gwiaździstym), które jest wsparte na służkach przylegających do filarów. Ten zasadniczy szkielet architektoniczny oprócz funkcji konstrukcyjnej posiada cechy estetyczne. Powyżej arkad znajdują się triforia, ponad nimi okna, z dekoracją maswerkową. Okna w nawach są mniejsze niż w prezbiterium i kaplicy Mariackiej, gdzie ich powierzchnia zajmuje całe ściany. To wszystko stanowi cenny przykład recepcji francuskiego gotyku katedralnego na terenie Rzeszy. Do filarów przylegają naturalnej wielkości kamienne rzeźby świętych stojących na konsolach pod baldachimami. Ponadto zachowało się wiele elementów gotyckiej rzeźby architektonicznej – kapitele, wsporniki itp. To wszystko wraz z cennym wyposażeniem wnętrza wciąż tworzy integralną, jednolitą całość.

### Rzeźba

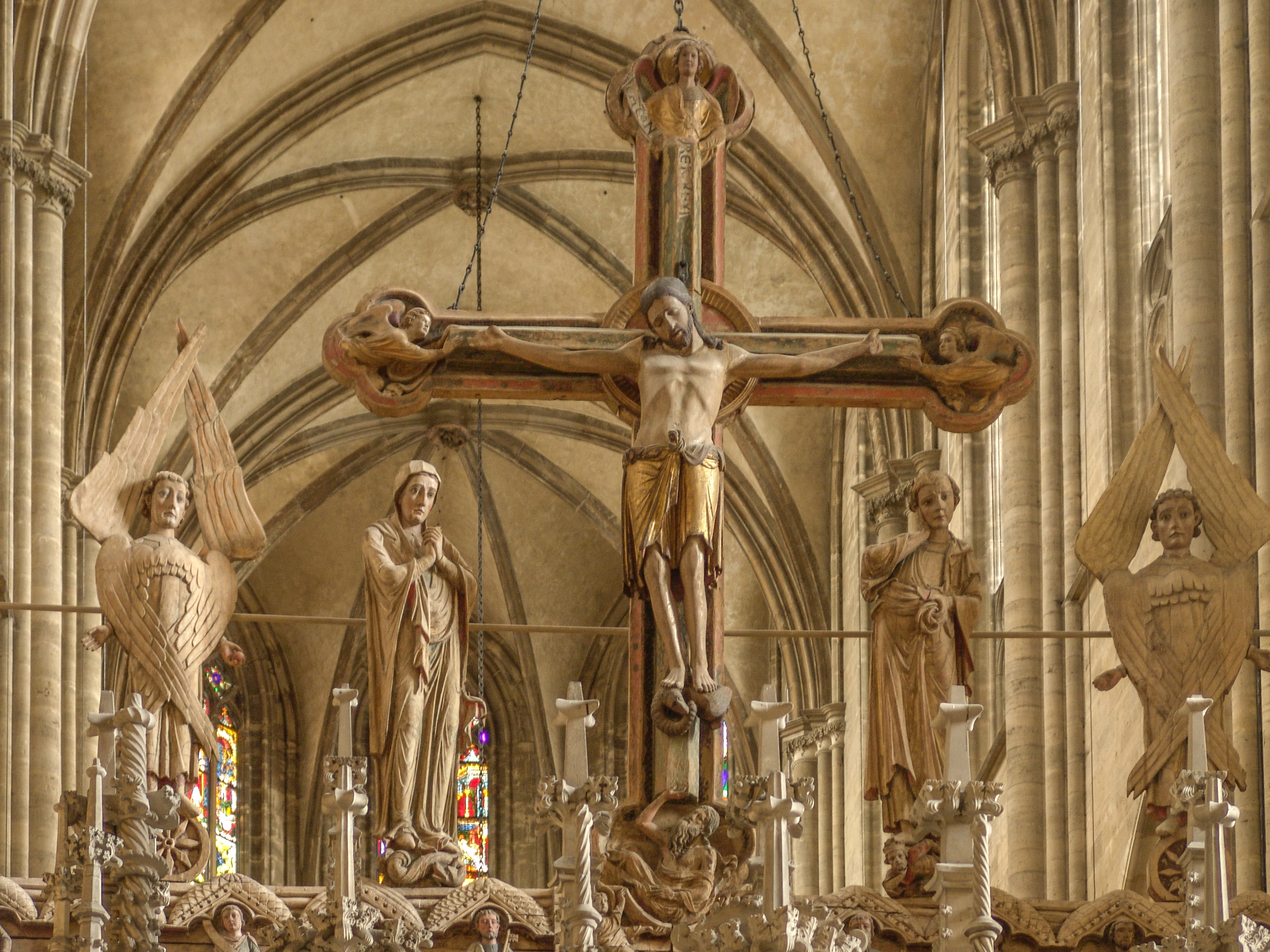
Wczesnogotycka Grupa Ukrzyżowania

Zespoły rzeźb, z XIII–XV w. W prezbiterium przedstawienia Apostołów wśród nich wyróżnia się Św. Piotr ukazany w stroju papieskim, na skrzyżowaniu naw przedstawienia patronów katedry, w nawie gł. m.in. Św. Maurycy, Św. Sebastian, w pozostałych częściach kościoła m.in. dwa przedstawienia Marii Magdaleny – jako jawnogrzesznica (z głębokim dekoltem) i nawrócona (w prawej ręce trzyma kadzielnicę). W kaplicy Mariackiej przedstawienia m.in. Trzech Króli.
Prezbiterium jest oddzielone od reszty kościoła XV-wieczną bogato rzeźbioną przegroda chórowa, ponad nią na belce tęczowej, datowany na 1. ćw. XIII w. zespół rzeźb ukazujących Grupę Ukrzyżowania, pośrodku krucyfiks z Jezusem w typie Chrystusa Triumfującego.

### Malarstwo
W oknach prezbiterium, ambitu, kaplicy Mariackiej oraz transeptu zachował się niemal w całości zespół witraży, z bogatym programem ikonograficznym, m.in. cykl chrystologiczny (w Kaplicy Mariackiej) z XIV w., żywoty Marii i Św. Jana – przełom XIV i XV w.
Malarstwo tablicowe reprezentuje ołtarz główny tryptyk z 1508 r. malowany przez Hansa Raphona, scena główna przedstawia Ukrzyżowanie, którego inspiracją były średniowieczne misteria boczne skrzydła m.in. Zwiastowanie, Narodzenie Chrystusa, Pokłon Trzech Króli, oraz Ofiarowanie.
Ponadto datowana na 1592 manierystyczna ambona, XVIII-wieczne organy, późnoromański pulpit do czytania Ewangelii w formie orła (XII w.), nagrobki, epitafia itd.

## Skarbiec
Skarbiec katedralny – Domschatz tworzy zbiór licznych dzieł malarstwa i rzemiosła artystycznego. Z malarstwa m.in. gotycki tryptyk z przedstawieniem  Madonny z koralami i Dzieciątkia w otoczeniu świętych w typie Sacra Conversazione, obrazy : Męczeństwo św. Eufemii, Madonna z Dzieciątkiem w typie apokaliptycznym. Bogaty zespół relikwiarzy tworzą m.in. datowany na 1200 r. relikwiarz z kamieniem którym umęczono św. Szczepana, relikwiarz w kształcie dekorowanej tablicy, kameryzowany, filigranowy, z m.in. cierniem Chrystusowym i relikwiami Apostołów, czy trzy relikwiarze w kształcie ręki z 1225 (m.in. Św. Szczepana). Średniowieczne utensylia reprezentuje zespół XIII w. srebrnych i złotych kielichów, czy IX-wieczna patena z Bizancjum. Tapiserie m.in. wczesnoromańskie z Chrystusem w mandorli i Apostołami, Ostatniej Wieczerzą cechuje znajomość sztuki bizantyjskiej (połowa XII w.)  Dworski charakter ma datowany na 1240 r. gobelin z wizerunkiem Karola Wielkiego. Spośród paramentów m.in. mitra z 1300, strój pontyfikalny z 2. poł XIII w. Ponadto XIV-wieczne antependium ze scenami męczeństwa św. Szczepana i św. Sykstusa, przenośny tryptyk z XIV wieku i wiele innych dzieł.